# Joe Arpaio

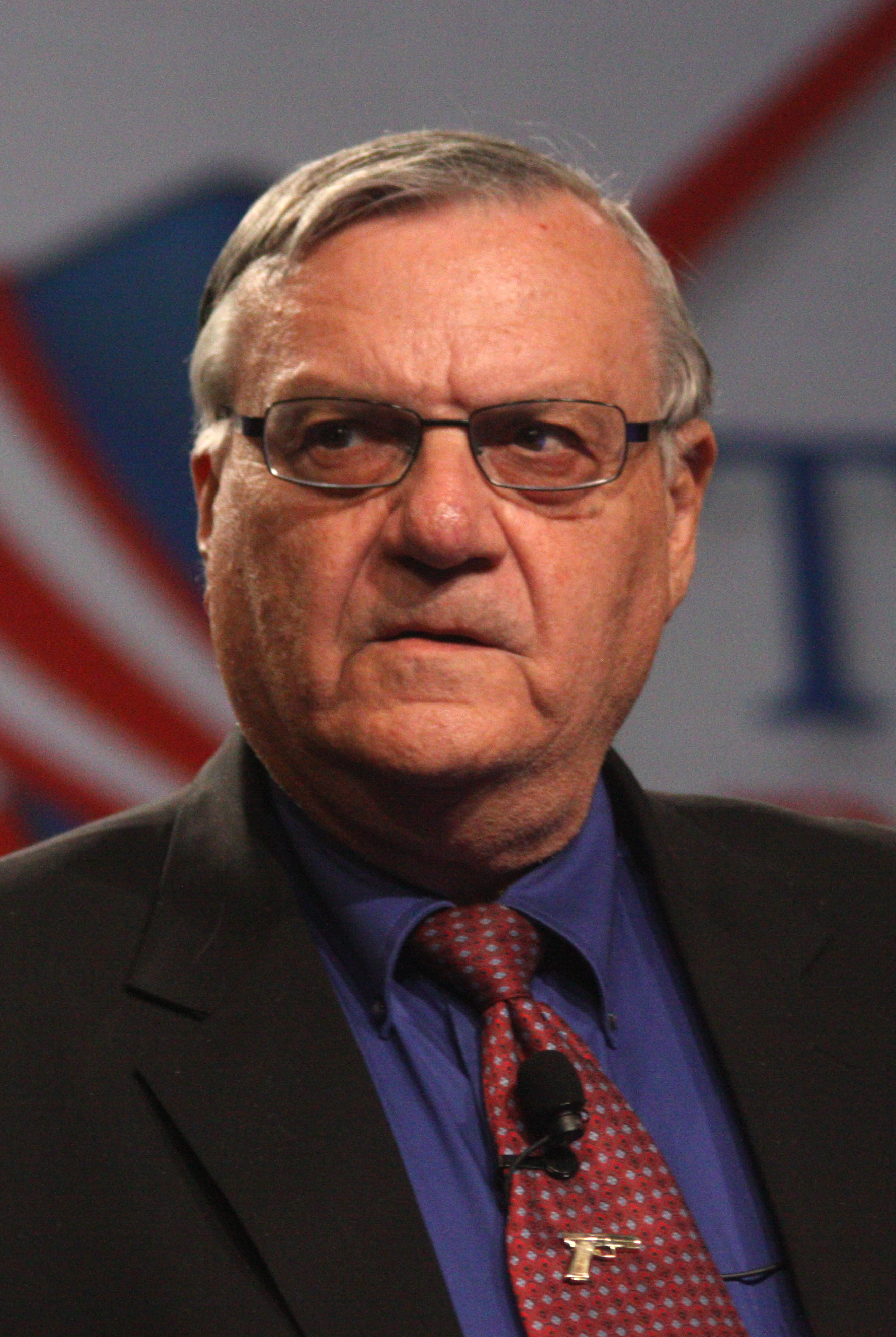
Joe Arpaio em 2011.

Joseph M. "Joe" Arpaio (Springfield, Massachusetts, 14 de junho de 1932) é um antigo xerife do Condado de Maricopa, no Arizona. Arpaio foi responsável pela aplicação da lei no Condado de Maricopa. Isso incluía a gestão das cadeias do condado, a segurança do tribunal e o transporte de prisioneiros. Arpaio se auto-intitulava como "Toughest Sheriff of America" ("O xerife mais durão dos Estados Unidos"). Ele é bem conhecido por sua postura abertamente contra a imigração ilegal. Arpaio criou uma controvérsia em torno da lei anti-imigração.
Arpaio já foi muito popular entre os eleitores no Arizona. Sua popularidade diminuiu desde 2007, mas permanece alta entre os eleitores republicanos.